# Spodnja Idrija
Spodnja Idrija je drugo največje naselje v Občini Idrija z okoli 1400 prebivalci (2024; nekdaj skoraj 2.000; krajevna skupnost Sp. Idrija šteje danes 1645 ljudi), ki leži ob reki Idrijci, 4 km nižje od mesta Idrije. 
Prvi dokumenti o omembi Spodnje Idrije segajo v 1156, ko naj bi že bila postavljena cerkvica na Skalci nad reko Idrijco. 
Leta 2001 je na mednarodnem tekmovanju  mest in manjših krajev oziroma vasi v urejenosti bivalnih površin in kakovosti življenja Entente Florale osvojila srebrno odličje.
V Spodnji Idriji ima sedež podjetje Hidria in njen Inštitut za materiale in tehnologije.
10. junija 2021 so v Spodnji Idriji odprli nov dvoetažni vrtec s kapaciteto 6 skupin. Poleg igralnic in telovadnice vsebuje tudi kuhinjo ter pralnico. Celotna investicija je stala 4,2 milijona evrov, kar naredi vrtec eno izmed dražjih investicij v občini Idrija v zadnjih letih. Njegova ravnateljica je Nadja Brence. Skupaj bo v vrtcu s pričetkom šolskega leta 2021/22 približno 120 otrok. Poleg vrtca v kraju še stoji osnovna šola. 

## Lega
Spodnja Idrija stoji v dolini ob sotočju Idrijce in Kanomljice, 4 km severneje od Idrije. Obdajajo jo hribi Idrijskega hribovja: Jelenk, Gradišče, Kendov vrh,...   Zgrajena je ob pomembnem cestnem križišču: Idrija-Cerkno in Idrija-Kanomlja. S cerkvijo Device Marije Vnebovzete je postala župnijsko središče.

## Kendov dvorec
Kendova kmetija je bila zgrajena leta 1377 in je bila v lasti gospodarja Kenda, kjer zdaj stoji Hotel Kendov dvorec, član verige prestižnih dvorcev in gradov Relais & Chateaux. Za prenovo dvorca, ki je nekaj časa propadal, se je v 90. letih odločilo vodstvo podjetja Rotomatika (korporacija Hidria), ki še danes upravlja z njim. 
Ponuja različne ponudbe, kot so: poroke, večerje,… Zraven stoji kašča, ki jo je leta 1796 poslikal Frančišek Kobal.

## Cerkev Marije na Skalci
Pisni veri omenjajo letnico 1156, ki dokazuje obstoj kapele v 12.stoletju. Kasneje so jo povečali in spremenili v cerkev. V obnovi 18. stoletja je cerkev bila okrašena z značilnimi freskami Jožefa Mraka.

## Krajevni praznik
Veliki šmaren (15. Avgust) je največji tradicionalni praznik v Spodnji Idriji. Glavno prizorišče dogajanja je cerkev Marije na Skalci, kjer poteka slovesna sveta maša. Poleg maše se na ta dan dogajajo še številni drugi dogodki. Zaradi vsakoletne priprave tradicionalnih lokalnih štrukljev se je prireditve oprijelo ime Prfarski štrukljevc.                                                              